# Andrzej Maksymilian Fredro
Andrzej Maksymilian Fredro z Pleszowic herbu Bończa, ps. „Błażej Lipowski” (ur. ok. 1620 w ziemi przemyskiej, zm. 25 kwietnia 1679 w Przemyślu) – kasztelan lwowski od 1654, starosta krośnieński, wojewoda podolski od 1676, senator, poseł, marszałek sejmu zwyczajnego w Warszawie w 1652 roku, sekretarz królewski w 1650 roku, dworzanin królewski w 1652 roku, sędzia kapturowy ziemi lwowskiej w 1668 roku. Polityk i filozof, fundator klasztoru i kościoła w Kalwarii Pacławskiej, projektodawca reform wojskowych, pisarz barokowy podejmujący tematykę polityczną, gospodarczą i wojskową, nazywany polskim Tacytem; moralista, pedagog, mówca, historyk.

## Życiorys
Andrzej Maksymilian Fredro urodził się na ziemi przemyskiej jako syn stolnika i wojskiego przemyskiego Jerzego Stefana Fredry (zm. 1634 w Przemyślu) i Katarzyny Biereckiej. Był wnukiem wojskiego przemyskiego – Andrzeja Fredry (zm. 1621). W 1634 roku po śmierci ojca nad Andrzejem Maksymilianem opiekę przejęli jego stryjowie, Jakub Maksymilian i Jan.
W 1637 roku Fredro podjął studia na Akademii Krakowskiej. Karierę polityczną zapoczątkował w 1646 roku, po raz pierwszy uczestnicząc w sejmie walnym. W 1647 roku wybrano Fredrę do komisji, która obradowała w sprawach granicznych między Polską a Węgrami. Brał również udział w sejmie konwokacyjnym w 1648 roku. W tym samym roku bronił – przed oblegającymi go chłopami i kozakami – swych Kormanic. W 1649 roku wsparł liczbą stu żołnierzy wojska koronne w bitwie pod Zborowem. W latach 1648–1651 sprawował godność marszałka sejmiku, a także posłował na sejm. W 1651 roku został wysłany przez króla z poselstwem do księcia Siedmiogrodu, Jerzego II Rakoczego. Miał za sobą prawdopodobnie zagraniczną podróż do Niderlandów lub Francji.
Był marszałkiem sejmików województwa ruskiego w 1648, 1649, 1651 roku.
Poseł sejmiku warszawskiego województwa ruskiego na sejm koronacyjny 1649 roku, poseł sejmiku wiszeńskiego na sejm 1650, sejm zwyczajny i nadzwyczajny 1652 roku, sejm zwyczajny 1654 roku.
W 1652 roku Andrzej Maksymilian Fredro sprawował na sejmie funkcję marszałka sejmu. Wybrany na tę godność 27 stycznia już w dwa dni później rozpoczął obrady mową powitalną, w której chwalił ustrój Rzeczypospolitej, gdzie król jest ograniczony prawami. Ostatecznie sprzeciw Władysława Sicińskiego na prolongatę obrad z dnia 9 marca 1652 roku doprowadził do precedensowej sytuacji. Fredro uznał jednostkowy protest, który historiografia uważa za pierwsze liberum veto. Spowodowało to, że sejm rozszedł się bez podjęcia jakichkolwiek uchwał, choć według wielu historyków i tak miał małe szanse na owocne zakończenie.
W czasie Potopu Fredro pozostał wierny Janowi Kazimierzowi. Został mianowany w 1656 roku przez szlachtę ruską wodzem pospolitego ruszenia ziemi lwowskiej. W roku 1658 z polecenia szlachty ruskiej Fredro objął kierownictwo nad pracami fortyfikacyjnymi w Przemyślu, uzyskując m.in. prawo do przeprowadzania wywłaszczeń. W tym samym roku założył w Kormanicach żupę solną, funkcjonującą do 1773 roku. Po najeździe Rakoczego odbudował zamek w Kormanicach. Na sejmie w 1661 roku był jednym z tych przedstawicieli szlachty, którzy sprzeciwili się udziałowi w elekcji vivente rege, mimo że wcześniej w obliczu wojny ze Szwecją popierał ten projekt. W 1665 ufundował Kalwarię Pacławską. Pieniądze na tę i inne inwestycje czerpał z żupy solnej, która zapewniała 10 000 złotych rocznego dochodu.
W latach sześćdziesiątych XVII wieku Fredro przebywał głównie w swoich dobrach. Niechętny w tym czasie królowi, w kwestiach politycznych popierał Jerzego Lubomirskiego, broniąc go np. w roku 1664 na sejmiku w Sądowej Wiszni. Podczas rokoszu Lubomirskiego nie brał jednak udziału w walkach i nie opowiadał się za żadną ze stron. Po abdykacji Jana Kazimierza Fredro został zwolennikiem elekcji „Piasta”. Był członkiem konfederacji generalnej zawiązanej 5 listopada 1668 roku na sejmie konwokacyjnym. Był elektorem Michała Korybuta Wiśniowieckiego w 1669 roku z ziemi przemyskiej. W latach siedemdziesiątych ograniczył działalność polityczną. W 1671 roku zajął się ponownie fortyfikowaniem Przemyśla. Elektor Jana III Sobieskiego z województwa ruskiego w 1674 roku. Od 1676 roku piastował godność wojewody podolskiego. W 1678 roku został członkiem rady przybocznej króla. Zmarł 15 czerwca 1679 roku, a jego ciało zostało pochowane w krypcie kościoła Reformatów w Przemyślu.

## Rodzina
Andrzej Maksymilian Fredro był żonaty z Katarzyną Gidzińską z Gidny, z którą miał dwie córki i dwóch synów:
1. Teresa Anna Fredro wzięła ślub z Łączyńskim – podkomorzym nowogródzkim, i po jego śmierci została mniszką;
2. Anna Wincenta (zm. 1733) została żoną księcia Michała Franciszka Czartoryskiego – starosty krzemienieckiego, a następnie wzięła ślub z księciem Kazimierzem Władysławem Sapiehą – kasztelanem trockim;
3. Jerzy Bogusław Fredro (1651, zm. po 1710) – łowczy koronny, kasztelan lwowski;
4. Stanisław Józef Fredro (zm. 1724) po śmierci brata został kasztelanem lwowskim.

## Twórczość i poglądy

### Lata 50. XVII wieku
Andrzej Maksymilian Fredro pozostawił po sobie prozę, pisaną głównie w języku łacińskim. Jego twórczość jest bogata i różnorodna tematycznie. Podejmował w ciągu swojego życia sprawy polityczne, społeczno-gospodarcze czy militarne. Szczególnie obfite jeśli chodzi o twórczość literacką były dla Fredry lata sześćdziesiąte XVII wieku.
Gestorum Populi Poloni sub Henrico Valesio
Pierwszym dziełem, które wyszło spod pióra Fredry, była praca historyczna pt. Gestorum Populi Poloni sub Henrico Valesio, obejmująca okres od śmierci Zygmunta Augusta w 1572 roku do 1576 roku włącznie. Dzieło cieszyło się dużym wzięciem w XVII wieku, czego dowodem były cztery wydania książki w tym stuleciu. Gestorum to jedna z dwóch prac w historii siedemnastowiecznej polskiej historiografii, mająca charakter monograficzny. W równej mierze jak dziełem historycznym, jest traktatem, którego autor przedstawił własne poglądy na współczesne mu życie polityczne, społeczne i gospodarcze. Fredro bronił w Gestorum szlacheckiej wolności, co powtarzał także w swoich późniejszych pismach. Przedstawiał też w tym utworze charakterystyczne dla niego przekonanie o doskonałości ustroju Rzeczypospolitej. Za inspirację do napisania Gestorum posłużyły dzieła Tacyta, co wyrażało się m.in. w podobnej konstrukcji zdań u obu dziejopisarzy, ale także w stosowaniu podobnej metody polegającej na włączaniu do narracji o przeszłości uwag dotyczących czasów współczesnych Fredrze. Praca została przetłumaczona na język polski przez Władysława Syrokomlę i wydana w 1855 roku pt. Dzieje narodu polskiego pod Henrykiem Walezyuszem królem polskim a potém francuzkim. W 2019 r. utwór został wydany w języku polskim w przekładzie Józefa Macjona.

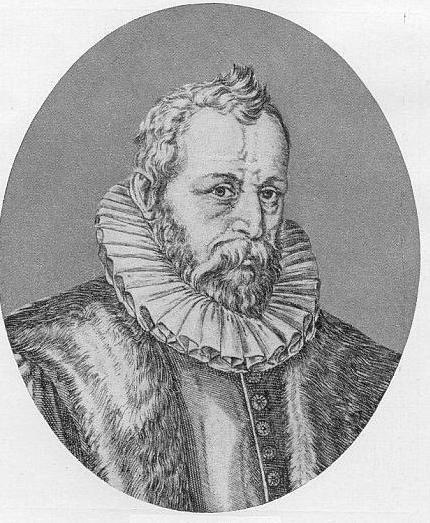
Justus Lipsius (1547–1606)

Przysłowia mów potocznych, obyczajowe, radne, wojenne
W 1658 roku wydano Przysłowia mów potocznych, obyczajowe, radne, wojenne. Był to zbiór sentencji, jedyne dzieło Fredry napisane w języku polskim. Kasztelan lwowski dał się poznać w Przysłowiach zarówno jako intelektualista o europejskich horyzontach, jak i gawędziarz opowiadający o sarmackich realiach. Fredro podkreślał w Przysłowiach pesymizm wobec ludzi. Stwierdzał, iż kierujące człowiekiem motywacje to uczucia i emocje, a nie pobudki wynikające z racjonalnego podejścia. Pisarz krytykował obłudę, zalecał nieufność wobec pochlebców. Wypowiadał się również w kwestii wychowania, którego podstawą miała być sprawiedliwość i uczciwość, w czym nawiązywał do poglądów Jana Amosa Komeńskiego. W nauczaniu propagował utylitaryzm, a szczególnie zalecał peregrynacje zagraniczne młodzieży, które zapewniałyby możliwość wykorzystywania obcych wzorców z pożytkiem dla Rzeczypospolitej. W tym dziele Fredro prezentował poglądy filozofii neostoicyzmu. Za inspiracje zaś posłużyła twórczość Justusa Lipsiusa, od którego przejął również niektóre cytaty umieszczone w Przysłowiach mów potocznych.

### Lata 60. XVII wieku
Scriptorum seu togae et belli notationum fragmenta
W 1660 roku Fredro wydał swój kolejny utwór pt. Scriptorum seu togae et belli notationum fragmenta. Wypowiedział się w nim na temat liberum veto, broniąc tej zasady. Poglądy na temat weta są najbardziej osławionym elementem w twórczości autora. Według niego chęć zniesienia weta wypływa z tych kręgów, które nie rozumieją, na czym polega specyfika Rzeczypospolitej. Krytykował postulaty wprowadzenia w państwie metody głosowania większością. Podstawą dla takiego stanowiska w Scriptorum było przekonanie o bezmyślności wśród większości ludzi. W konsekwencji weto dawało szansę mądrym jednostkom decydować o losie państwa. Aprobując w Scriptorum ustrój Rzeczypospolitej, Fredro rezygnował z czerpania z obcych wpływów kulturalnych, chociaż godził się tak jak i w Przysłowiach mów potocznych na peregrynacje zagraniczne.
Scriptorum to dzieło, w którym Fredro wypowiedział się również na temat zagadnień militarnych. Wytykał braki w wojsku, a szczególnie słabość piechoty. Akcentował też rolę czynnika narodowościowego. Zalecał, by armia składała się z Polaków, a oficerowie mieli rekrutować się z dowódców jazdy. Opowiadał się jednak za wyborem na tron kandydata cudzoziemskiego, wyrażając tym samym sprzeciw wobec wyboru „Piasta”. W Scriptorum nawiązywał także do spraw ekonomicznych. Według niego rolnictwo było podstawą gospodarki państwa i jego bogactwa.
Monita Politico-Moralia et Icon Ingeniorum

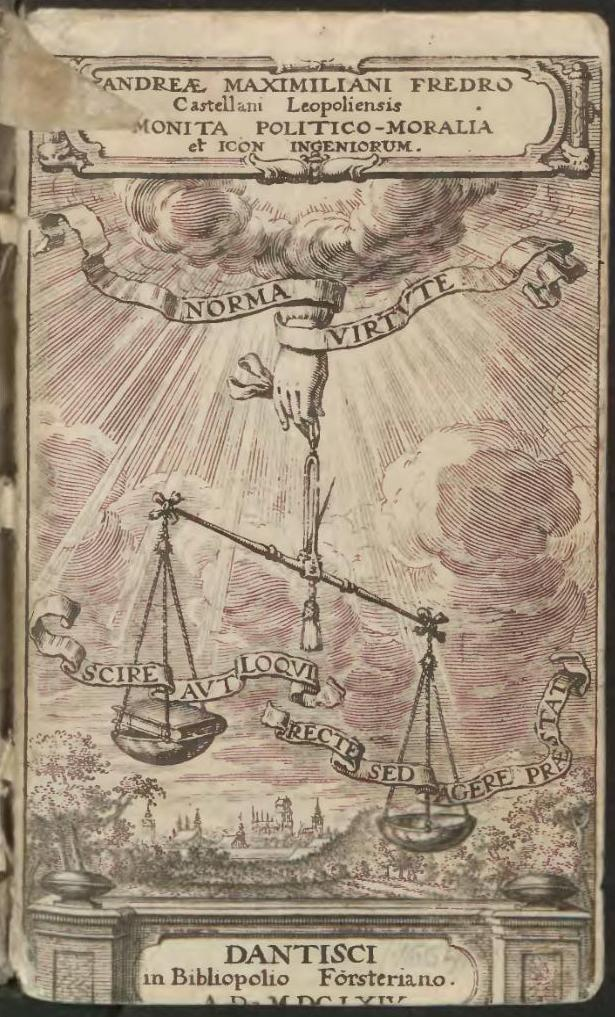
Strona tytułowa dzieła Monita Politico-Moralia. Wydanie z 1664 roku.

W 1664 roku ukazało się dzieło Fredry z dziedziny paremiografii pt. Monita politico-moralia et icon ingeniorum. Monita cieszyły się znaczną popularnością zarówno w kraju, jak i w Europie. Tłumaczono je na język francuski, niemiecki, rosyjski. Był to swego rodzaju poradnik, adresowany do polityków i mężów stanu. W Monitach Fredro zwracał uwagę na zachowanie umiaru we wszelkich działaniach. Istotną rolę w utworze odgrywał lud (populus), o którym Fredro nie miał najlepszego mniemania. Wskazówki Fredry miały też pouczać rządzących, jak zachować szacunek tych, nad którymi sprawują władzę. Należy w polityce kierować się realizmem, premiowany był więc pragmatyzm i wykorzystywanie dostępnych możliwości dla osiągania celów. Monita, choć w znacznej mierze składają się z prawideł o charakterze ogólnoludzkim, to w niektórych miejscach autor wyraźnie odnosi się do współczesnych mu czasów i postaci. Wspomina m.in. swój zatarg z królem Janem Kazimierzem, choć imię władcy w utworze się nie pojawiło. W dziele uzasadniał konieczność gospodarczej przebudowy Polski i rozbudowy komunikacji, manufaktur oraz handlu, w których upatrywał źródło bogactwa narodu. Wskazywał potrzebę opieki państwa nad wynalazczością. Proponował również wprowadzenie przymusu oszczędzania, utworzenie funduszów pożyczkowych, a także ustanowienie państwowego budżetu dochodów i wydatków oraz przestrzeganie dyscypliny w jego wykorzystaniu. Dzięki temu utworowi Fredro po raz kolejny dał się poznać jako wykształcony człowiek, zaznajomiony z twórcami z krajów zachodniej Europy. Dowodem na to są odniesienia w Monitach do Niccolò Machiavellego czy Diego de Saavedry.
Militarium seu axiomatum belli ad harmoniam togae accomodatorum libri duo
W 1668 roku Fredro wydał pracę pt. Militarium seu axiomatum belli ad harmoniam togae accomodatorum libri duo. Dzieło poświęcone głównie tematyce militarnej było także najpełniejszą wykładnią poglądów pisarza na sprawy ekonomiczne. Filozof dał się poznać jako zwolennik idei merkantylizmu, opowiadając się za zakazem wywożenia surowców z terytorium państwa i znacznym ograniczeniem importu. Uważał również, że należy zamknąć nadmiar mennic i obniżyć kurs pieniądza, o czym informował też w swych innych pracach, jak choćby w napisanym w 1666 roku Sposobie przywrócenia dobrej monety. Zmienił także swoje stanowisko wobec rolnictwa jako podstawy rozwoju państwa. W Militarium... stwierdzał, że urodzajna ziemia często nie sprzyja inicjatywie uprawiających ją ludzi, stąd zalecał, aby stawiano na rozwój manufaktur i handlu. Podkreślał również znaczenie gospodarcze utrzymywania w dobrym stanie dróg lądowych i wodnych. Co do tych ostatnich zalecał budowę kanałów, które choć są inwestycjami drogimi, potrafią się zwrócić wielokrotnie.
W Militarium... zawarł poglądy w kwestii wzrostu liczby ludności w państwie zgodnie z założeniami merkantylizmu i kameralizmu. Zajął się również sprawą przygotowań wojennymi, uzbrojeniem itp., choć nie wniósł nic nowego do tej tematyki, cytując autorów z XVI i XVII wieku, jak choćby Jana Zamoyskiego, Jana Karola Chodkiewicza, czy Stanisława Koniecpolskiego.
Epistola ad amicum

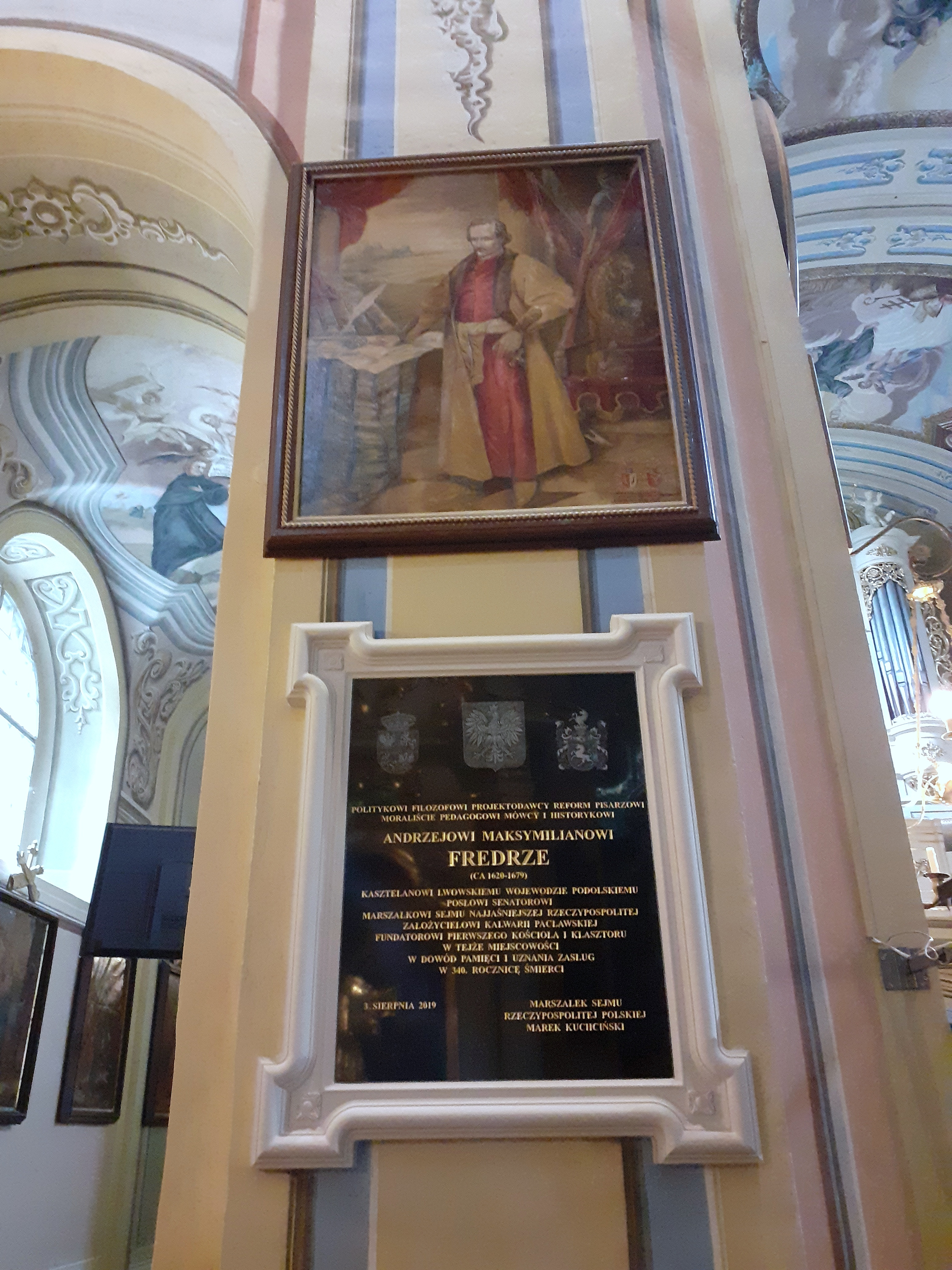
Portret i tablica Andrzeja Maksymiliana Fredry w bazylice w Kalwarii Pacławskiej

Rok 1669 przyniósł wydanie utworu zatytułowanego Epistola ad amicum. Tak jak w Scriptorum, Fredro podjął się obrony liberum veto. Uważał, że zasada weta sprzyja Rzeczypospolitej. Państwo polsko-litewskie zajmowało wielkie obszary, stąd zdaniem filozofa interesy pewnych prowincji nie musiały się pokrywać z interesami innych. Na tej podstawie Fredro wnioskował, iż weto to jedyny sposób na wymuszenie kompromisu w tak rozległym i różnorodnym państwie jak Rzeczpospolita. Przy tym Fredro nie rozważał w Epistola ad amicum sytuacji, w której weto stałoby się narzędziem w ręku nieodpowiedzialnych polityków, działających na szkodę państwa. Fredro praktycznie jako jedyny w dziejach Rzeczypospolitej pisał o liberum veto z punktu widzenia nie tylko obrońcy tego prawa, ale także ideologa, podkreślającego znaczenie weta dla ustroju Rzeczypospolitej.
Był autorem dzieła pt. O porządku wojennym i o pospolitem ruszeniu małem (wyimek ze Zwierzyńca Jednorożców, wydanego przez Franciszka Glinkę 1670 r. we Lwowie), które w 1856 wydała drukarnia Karola Pollaka w Sanoku.

## Ciekawostka
Aleksander Fredro, uważający się za potomka Andrzeja Maksymiliana, zapożyczał od niego motta swych sztuk: np. Zemsta ma motto pochodzące z dzieła Przysłowia mów potocznych...: „Nie masz nic tak złego, żeby się na dobre nie przydało. Bywa z węża dryjakiew (lekarstwo), złe często dobremu okazyją daje”.

## Upamiętnienie
W sierpniu 2019 w kościele Znalezienia Krzyża Świętego w Kalwarii Pacławskiej prymas Polski Wojciech Polak poświęcił dzwon „Andrzej Maksymilian Fredro” odlany z okazji 340. rocznicy śmierci fundatora sanktuarium. We wrześniu tego roku ustanowiono tablicę upamiętniającą Andrzeja Maksymiliana Fredrę, umieszczoną pod obrazem przedstawiającym jego osobę. We wrześniu 2020 w otoczeniu tegoż zespołu klasztornego odsłonięto popiersie Andrzeja Maksymiliana Fredry.